# Samuel Hood, 1.º Visconde Hood
Samuel Hood, 1º Visconde Hood (Butleigh, 12 de dezembro de 1724 – Londres, 27 de janeiro de 1816) foi um oficial naval britânico que serviu na Marinha Real por mais de cinco décadas, alcançou a patente de almirante e lutou na Guerra dos Sete Anos, Guerra de Independência dos Estados Unidos e Guerras Revolucionárias Francesas.

## Biografia
Samuel Hood nasceu no dia 12 de dezembro de 1724 em Butleigh, no condado de Somerset, filho do vigário Samuel Hood e sua esposa Mary Hoskins. Ele entrou na Marinha Real Britânica em 1741 e sua primeira designação foi como servente do capitão Thomas Smith a bordo do HMS Romney. Pela década seguinte ele subiu pelas patentes e serviu em diversas embarcações. Nesse período, em 1749, ele se casou com Susannah Linzee, filha do prefeito da cidade de Portsmouth. Foi promovido a comandante em 1754 e recebeu o comando do sloop HMS Jamaica, servindo no litoral da América Britânica.
Durante a Guerra dos Sete Anos, Hood assumiu em 1757 o comando temporário do HMS Antelope, a bordo do qual conseguiu afundar o navio francês Aquilon em maio do mesmo ano e capturar dois corsários. Isto atraiu a atenção do Almirantado Britânico e ele recebeu o comando do HMS Bideford e depois do HMS Vestal, afundando o francês Bellone em fevereiro de 1759 neste último. Até 1763 ele participou de outras ações relacionadas com a guerra, enquanto em abril de 1767 foi nomeado Comandante Chefe de todas as forças navais britânicas na América. Hood voltou para a Inglaterra em 1770 e comandou diferentes embarcações até 1778, quando foi nomeado comissário da doca de Portsmouth e governador do Colégio Real Naval.
Hood recebeu um título de baronete durante uma visita do rei Jorge III ao Colégio Naval em 1778. Foi promovido a contra-almirante em setembro de 1780 e enviado no ano seguinte para lutar na Guerra de Independência dos Estados Unidos no comando do HMS Barfleur, tendo lutado nas batalhas de Chesapeake, Saintes e da Passagem de Mona. Depois disso retornou para casa e recebeu o título de Barão Hood de Catherington em setembro de 1782, enquanto dois anos depois foi eleito para servir no Parlamento da Grã-Bretanha como um membro do partido Tory, permanecendo como tal até 1788.
Ele se tornou Comandante Chefe de Portsmouth em abril de 1786, posição que exerceu até 1789, enquanto em setembro de 1787 foi promovido a vice-almirante. Entre 1788 e 1795 atuou como um Lorde Comissário do Almirantado, retornando brevemente ao parlamento de 1789 a 1790, novamente como Tory. Hood foi nomeado Comandante Chefe nas forças no Mar Mediterrâneo depois do início da Revolução Francesa, assumindo o comando do navio de linha HMS Victory e ocupando a cidade de Toulon e a ilha de Córsega. Foi promovido a almirante em 1794 e voltou para a Inglaterra, aposentando-se pouco depois. Foi elevado a Visconde Hood de Whitley em junho de 1796 e morreu vinte anos depois em 27 de janeiro de 1816 aos 91 anos de idade.